# Rajastrand
Rajastrand is een dorp in de gemeente Dorotea in het landschap Lapland en de provincie Västerbottens län in Zweden. Het dorp ontstond in 1809 toen de eerste mensen zich hier vestigden vanuit Tåsjö. Het dorp, dat toen Sörfors heette, leefde van de jacht en dat zorgde voor rivaliteit in de omstreken van het dorp. Het verhaal gaat dat Nils Jonsson, een van de eerste bewoners, op een gegeven moment door het ijs zakte en niemand hem wilde redden; het verhaal vertelt verder dat op de plaats van het ongeluk later een bijl werd teruggevonden. Wellicht zijn delen van het verhaal verzonnen door zijn weduwe om het gebrek aan steun bij de redding van haar man te bestraffen. Het dorp moet het tegenwoordig hebben van natuurtoerisme en (nog steeds) jacht. Het dorp ligt in onbewoond gebied, zo’n 50 kilometer ten noordwesten van Dorotea.